# Six Etats Intermediaires
Six Etats Intermediaires is een compositie van Alexandre Rabinovitsj-Barakovsky uit 1998. Subtitel: Sinfonia based on the Tibethan Book of Dead Bardo Thödol.
Rabinovitsj heeft zich bij zijn composities vaak gebaseerd op Boeddhistische of soortgelijke thema's. Dit werk heeft zijn basis in het Tibetaanse Bardo Thödol. De compositie is geschreven voor orkest. Een instrument voert constant de hoofdmelodie, zo te horen de celesta. Dat instrument gebruikt Rabinovitsj vaker; het geeft zijn werken een lichte en heldere klank. Het gebruik van die celesta heeft echter ook een nadeel; door zijn lichte klank heb je het idee dat het allemaal blijheid is wat de klok slaat; het leent zich moeilijk voor het muzikaal vertolken van zwaardere thema's, Dmitri Sjostakovitsj lukte het wel.

## Delen
1. Het Leven;
2. De Droom;
3. De Trance;
4. Het moment van sterven;
5. Realiteit;
6. Essentie.

De compositie van 52 minuten is pure Minimal music. Zoals Philip Glass dat toepast in akkoorden en Steven Reich in ritmes, is Rabinovitsj meer met de melodieën bezig. Hij heeft meerdere werken geschreven die qua herhaling en structuur gebaseerd zijn op rekenkundige modellen; Johann Sebastian Bach wordt daar ook van "verdacht". Rabinovitsj laat themas van 4 of 8 maten 4x achter elkaar terugkeren. Dat heeft een mindere trancewerking dan b.v. de muziek van Glass en klinkt dan ook niet zo opdringerig als zijn muziek. 